# Bengalsko-asamski jezici
Bengalsko-asamski jezici, skupina indoarijskih jezika koji se govore poglavito na području Zapadnog Bengala i Assama u Indiji, Bangladešu, Nepalu, i jedan predstavnik u Burmi gdje su stigli iseljavanjem prije nekoliko generacija.
Skupina obuhvaća 19 jezika kojim govori preko 239 milijuna ljudi, to su: 
| - asamski jezik [asm] (16,818,750; Assam; Zapadni Bengal; Meghalaya; Arunachal Pradesh; Bangladeš); - bengalski jezik [ben] (181,272,900; Bangladeš, Indija, Nepal); - bishnupriya [bpy] (115,000; Indija, Bangladeš); - chakma [ccp] (550,000; Bangladeš, Indija); - čitagonški [ctg] (Bangladeš; 13,000,000; 2006 SIL); - hajong [haj] (68,000; Indija, Bangladeš); - halbi [hlb] (500,000; 2000; Indija); - kayort [kyv] (22,000; 2002; Nepal); - kharia thar[ksy] (25,000; Indija); - Kurmukar [kfv] (3,000; 2000; Indija); | - lodhi [lbm] (25,000; 2007; Indija); - mal paharia [mkb] (61,000; 1994; Indija); - mirgan [zrg] (60,000; 1998 INDBT; Indija); - nahari [nhh] (20,400; 2000; Indija); - rajbanshi [rjs] (130,000; 2001 popis; Nepal); - rangpuri [rkt] (15,000,000; Bangladeš, Indija); - rohingya [rhg] (1,500,000; Burma, Bangladeš); - sylheti [syl] (10,300,000; Bangladeš, Indija); - tangchangya [tnv] (21,600; 1991 popis). |

## Vanjske poveznice
- Ethnologue (14th)
- Ethnologue (15th)